# Croton macrocarpus
Croton macrocarpus. Especie de plantas perteneciente al orden de las Malpighiales, a la familia de las Euforbiáceas y al género Croton.

## Taxonomía

### Nombre científico
- Croton macrocarpus Ridl.[1]

#### Autores
- Henry Nicholas Ridley
- Publicado en: The Flora of the Malay Peninsula 5: 332. 1925.[2]

### Nombre común
Ningún nombre común conocido. 

### Sinonimia
- Croton grandifructus Radcl.-Sm. & Govaerts[3][4]

## Distribución
Se distribuye en Malasia.